# 한반도 운전자론
한반도 운전자론(영어: Korean Peninsula Driver Theory)은 2017년 5월 10일에 취임한 문재인 대통령 정부에서 조선민주주의인민공화국 핵과 미사일에 대한 해결을 추진하는 과정에서,
한반도의 주인은 우리 자신이며, 남북 관계에 있어서 대한민국의 주변국을 비롯한 국제사회에서 중심적인 역할에 대한 정책 방향의 용어로 시작된 것이다.

## 용어의 유래
문재인 정부에서는 한반도가 주도하는 대북 핵 해결과 한반도 항구적인 평화와 번영을 구현하는 정책을 정의한 용어로 사용한 것이 한반도 운전자론이다. 상반되는 용어로는 1990년 대에서 사용되던 일본식 영어로 일본이 국제 사회에서 제외되는 부정적인 의미를 갖는 '저팬 패싱'(Japan Passing)을 한국에서는 코리아 패싱으로 본따서 2017년 자유한국당 대선 주자가 사용하기 시작하였다.

## 대한민국 정부의 정책 방향
- 대한민국 정부는 9월달 3차 정상 회담에 대한 의제와 일정 협의를 위하여 9월 5일 한반도 운전자론의 실무적인 방안으로 북한을 방문하기로 결정하였다. 즉 "4·27 남북 정상회담, 6·12 센토사 북미 정상 합의를 기반으로 포괄적으로 합의와 종전선언 문제와 한반도의 완전한 비핵화와 항구적 평화체제 정착 등을 협의하게 될 것이다.[4]
- 북미 간에 그동안의 적대 관계를 북미 정상회담 한번으로 인해서 상호신뢰가 완전히 회복되기 어렵기에, 북한과 미국 사이에 중재자 역할을 대한민국이 해야 하며, 길을 가장 잘 아는 사람이 운전자가 되어야 하기에 대한민국이 한반도의 평화 정착과 번영의 운전자가 되어야 한다는 것이다.[5]
- 대한민국 정부는 2018년 6월 북미정상회담에서 남,북.미 3자가 동시에 만나는 회동이 될 가능성도 준비하고 있음을 밝혔다.[6]

## 논란
- 한반도 운전자론 추진 과정에도 불구하고, 정부가 2017년 9월 7일 종교·시민사회의 반대에도 불구하고 사드(THAAD·고고도미사일방어)의 추가 배치를 강행한 것에 대해서, 자유한국당 등 야당 의원들은 현 정부의 안보전략에 대해서 비판하였다. 이에 대해서 이낙연 총리는 “한반도 운전자론이 확대 해석되고 있다고 생각한다”고 하며, 대북 제재와 압박을 강화하며, 한미연합방위능력을 높이는 것은 필요한 조치라고 반박했다.[7]

## 미국 정부의 반응
- 2018년 초에 평창 동계 올림픽에 성공적으로 북한에서 참여하도록 이끌어낸 문재인 행정부에 대해서 다음 과제의 초점은 북미 정상회담을 이끌어 낼수 있는지에 대한 미국 정부의 관심이 있었다. 문재인 행정부는, 미국측에는 북한과의 대화의 문턱을 낮추도록 요구하며, 북한은 비핵화에 대한 의지를 밝히도록 하였다. 즉 북한이, 핵과 미사일 실험에 대한 폐기 절차(모라토리엄)를 하도록 하고,  영변핵단지에 대한 IAEA 핵 개발 프로그램 사찰단의 복귀를 요구하였다.[8]

- 2018년 1월  5일 도널드 트럼프 미국 대통령이 문재인 대통령과 평창 올림픽 기간 한·미 연합군사훈련을 실시하지 않기로 합의 하면서,  “남북 간 대화 무드에 전폭적 신뢰" 보낸 것을 확인하였다, 이것은 문재인 정부의 ‘한반도 운전자론’에 힘을 실은 것 해석 되었으며, 트럼프 대통령은 ‘미국은 100% 문재인 대통령을 지지한다’며 전폭적인 신뢰를 전하였다.[9]

- 2018년 7월 20일 <미국의 소리>(VOA)에 따르면, “한국 정부와 북한의 철도·도로 현대화 사업이 국제사회 대북압박 캠페인과 병행될 수 있느냐”는 기자 질문에 미 국무부는 “남북관계 개선은 비핵화와 별개로 진행될 수 없다”고 하며 한국 정부는 미국과 협의 및 동의를 통해서 북한과 협력이 진행되기를 요구하고 있다.[10]

### 미국 정부의 요구 사항
- 美국무부는 한반도 운전자 론의 진행에 대해서 미국 정부의 입장은 분명하며, "남북관계 진전 과정에서  필수적으로 북핵(北核)을 해결하는 것을 연계해야" 한다는 기본적인 원칙과 선을 분명하게 하였다. 문 대통령이 도날드 트럼프 미국 대통령과 통화에서 "북한이 더 이상 도발하지 않을 경우 올림픽 기간 동안 한·미 연합훈련을 연기할 뜻을 밝혀주면 평창이 평화 올림픽이 되고 흥행에 성공하는 데 큰 도움이 될 것"을 부탁한 것에 대해서, 평창 동계 올림픽 기간 동안 한미 연합군 군사 훈련이 없을 것이며, 올림픽 기간에 트럼프 대통령 가족을 포함한 미국의 고위 대표단을 파견하겠다. 라고 답하였다.[11]

## 북한의 반응
- 권정근 북한 외무성 미국 국장은 "조미 대화의 당사자는 말 그대로 우리와 미국이며 조미 적대관계의 발생근원으로 보아도 남조선당국이 참견할 문제가 전혀 아니다"라며 "조미 관계를 중재하는 듯이 여론화하면서 몸값을 올려보려 하는 남조선 당국자들에게도 한마디 하고 싶다"라고 대한민국 정부를 비난하였다.[12]

## 국제적 반응
- 미국 VOA 방송 KOREA 지사에서는, 문재인 대통령과 인터뷰를 통하여, 2017년 7월 독일 베를린을 방문해 한국 정부의 새로운 한반도 평화 구상을 발표 한 문재인 대통령에게, 취임이후 2017년 의 북미 및 남북 관계의 난항을 되집어 보았다. 즉 숀 스파이서 당시 백악관 대변인은 북한과 대화를 할 조건이 멀리 떨어져 있다고 하였으며, 북한 역시 `노동신문" 또한 북-남 관계 개선에 도움은커녕 장애만을 덧쌓는 잠꼬대 같은 궤변들이 열거돼있다”비판 하였다. 특히, 미국과 북한의 군사적 긴장과 대결 구도로 트럼프는 "북한 완전파괴’ 김정은‘늙다리’라고 비판하며 전쟁 위협이 고조 되었다.  그러나, 지속적인 외교적 노력을 통해서 2018 남북 정상회담을 성공 시키고, 2018 북미 정상회담까지 이끌어낸 한반도 운전자론에 대해서, 미국 `CNN' 방송은 “한국의 문재인 대통령에게 모자를 벗고 경의를 표해야 한다”고 밝혔고, 영국 `BBC' 방송은 “만약 문 대통령이 핵전쟁 위협을 줄인다면 노벨평화상을 탈 수도 있을 것"  이라고 보도했다.[13]

- 국내에서 2017년 어려운 여건속에서 한반도 운전자론은 "대리운전"만도 못하다는 강한 혹평을 받았지만, 바둑을 잘 두는 문 대통령의 포석 외교를 통해서, 남북, 북·미 정상회담을 성공으로 이끈 공이 문 대통령 자신에게 있지만, 도날드 트럼프 미국 대통령 덕분이라며 강력하게 주장하는 공성퇴신(功成退身)의 겸손외교를 통해서 세계 언론과 지도자들이 문 대통령을 한반도 운전자로 인정하게 하였다.[14]

- 프랑스의 유력 일간지 <르 몽드(프랑스어: Le Monde, ‘세계’= 르몽드>는, 미국이 기존에 북한의 "선 핵포기" 정책에서 "선 대화" 정책으로 전환하려는 방향이 발생되는 것에 대해서, 문재인 대통령의 역할을 한반도 운전자론’에 힘을 실어준 것으로 분석하였다. 즉 김정은 위원장이 평창 동계올림픽 특사 김여정을 통해서 문 대통령을 방북 초청한 것은 미국에게도 큰 변화의 조짐이 감지하도록 한다고 기록하였다.[15]

## 같이 보기
- 남북 정상회담
- 북미 정상회담
- 2017년 조선민주주의인민공화국 위기
- 2017년 조선민주주의인민공화국 미사일 발사
- 2017년 조선민주주의인민공화국 핵 실험
- 동북아 균형자론